# Solymossy Sándor (színművész)
Solymossy Sándor, Solymosi (Sipos) Sándor Kálmán (Budapest, 1883. november 24. – Budapest, Józsefváros, 1950. január 8.) színész.

## Életútja
Solymosi Elek színész és Romsics (Rausich) Margit fia, 1883. december 9-én keresztelték a Kálvin téri református templomban. A református főgimnázium hat osztályát végezte, majd apja színésziskoláját látogatta. 1903-ban Ipolyságon lépett a színipályára, ahol Monori Sándor volt az igazgatója. 1906 nyarán a Városligeti Színkör tagja lett. Ezután nyolc éven át Szegeden volt szerződésben. 1911. augusztus 26-án Budapesten, az Erzsébetvárosban feleségül vette Szöllősy Aranka Karolinát, Szőllősy Károly és Liptay Amália lányát. 1922-ben a Városi Színházhoz került, majd 1928-tól Kiss Árpád társulatában játszott, mint egyik vezető komikus. Az 1930-as évek elején az Operettszínháznál folytatta pályáját, de fellépett a Terézkörúti Színpadon is. Felesége 1945. április 1-jén elhunyt. Solymossy Sándor majdnem öt évvel élte őt túl, 1950. január 8-án hunyt el tüdőgyulladás következtében.

## Filmszerepei
- Heddy és Teddy (1922, szkeccs) – Burns, Teddy milliomos papája
- Mindent egy asszonyért (1922, szkeccs)
- Lila akác (1934) – bárzongorista
- Helyet az öregeknek (1934) – zongorista
- A csúnya lány (1935) – férfi a bíróságon
- Címzett ismeretlen (1935) – turista Tihanyban
- Légy jó mindhalálig (1936) – énektanár
- Hetenként egyszer láthatom (1937) – kibic a kávéházi sakkozóknál
- Pesti mese (1937) – tanuló
- Marika (1937) – súgó
- Az ember néha téved (1937) – statiszta a moziban
- Az elcserélt ember (1938) – vendég a kávémérésben
- A hölgy egy kissé bogaras (1938) – felszolgáló
- Nincsenek véletlenek (1938) – házmester
- Toprini nász (1939) – vendég a mulatóban
- Hat hét boldogság (1939) – herceg, vendég az uszodában
- Mátyás rendet csinál (1939)
- Semmelweis (1939) – zenész a bécsi vendéglőben
- Dankó Pista (1940) – zenekari tag Oroszországban
- Pepita kabát (1940) – Nemes úr, vendég a panzióban
- Cserebere (1940) – gyári tisztviselő
- Hétszilvafa (1940) – vendég a szállodában
- Szeressük egymást (1940) – gyári munkás
- Egy tál lencse (1941) – Zsiga, Kagits rokona
- Bob herceg (1941) – boldogságügyi miniszter
- Régi keringő (1941) – virágfutár
- Az utolsó dal (1941) – ügyelő
- Egy asszony visszanéz (1941-42) – férfi a golfpályán
- Katyi (1942) – ügyfél a folttisztítónál
- A láp virága (1942) – részeg vendég
- Viharbrigád (1943) – vendég az Aranyhalban
- Tilos a szerelem (1943) – pincér
- Fiú vagy lány? (1944) – Császár Olivér fényképész
- Aranyóra (1945) – szakállas úr a cukrászdában